# Fokovci
Fokovci este o localitate din comuna Moravske Toplice, Slovenia, cu o populație de 231 de locuitori.